# Take Heart
Take Heart 'é o segundo álbum de estúdio de Juice Newton. Foi originalmente lançado em 1979, na gravadora Capitol Records. Cinco singles foram adicionadas no álbum: ''Any Way That You Want Me'', ''Lay Back In The Arms Of Someone'', ''Until Tonight'', ''Sunshine'' e ''You Fill My Life''. O single principal, ''Sunshine'' foi um sucesso, pegando o #35 no chart da Hot Country Songs.
O álbum foi lançado pela primeira vez no dia 2 de maio de 2012, pela BGO Records.

## Posições Nos Charts
As posições, na ordem, no chart da Billboard Country Singles.
- "Any Way That You Want Me" - #81
- "Lay Back In The Arms Of Someone" - #80
- "Until Tonight" - #42
- "Sunshine" - #35
- "You Fill My Life" - #41